# Saint-Martin-de-Tallevende
Saint-Martin-de-Tallevende est une ancienne commune française du Calvados, associée à Vire entre le 1er juillet 1972 et le 31 décembre 2015.

## Géographie

### Lieux-dits et écarts
Les deux lieux-dits principaux sont :
- Le bourg, au centre du territoire communal, comprenant l'église Saint-Martin et entouré d'exploitations agricoles.
- Martilly, au bord de la Vire, compris dans l'agglomération de Vire, avec artisans et commerces disposés autour d'une place. L'Hippodrome Robert-Auvray est à proximité.

## Toponymie
La paroisse était dédiée à Martin de Tours. Tallevende serait issu du gaulois talam, « terre », et vindo, « blanche ».
La commune s'est appelée Tallevende-le-Petit de la Révolution à 1856, date à laquelle elle a repris son nom de Saint-Martin-de-Tallevende (Saint-Germain-de-Tallevende s'appelait alors Tallevende-le-Grand).

## Histoire
Dans le cadre du plan Raymond Marcellin visant à réduire le nombre de communes, la commune de Saint-Martin-de-Tallevende est associée à Vire le 1er juillet 1972. Cette association est transformée en fusion simple par la création de la commune nouvelle de Vire-Normandie.

## Administration
| Période   | Période          | Identité           | Étiquette | Qualité  |
| --------- | ---------------- | ------------------ | --------- | -------- |
| 1972      | 1975             | Magdeleine Roullin |           |          |
| 1975      | 1982             | Jean-Louis Plane   |           |          |
| 1983      | 1991             | Christian Duquesne |           |          |
| 1992      | mars 2001        | Roger Dorenlor     |           |          |
| mars 2001 | mars 2014        | Hervé Bellenger    | SE        |          |
| mars 2014 | 31 décembre 2015 | Raymond Gabillard  | SE        | Retraité |

## Démographie
| 1946 | 1954 | 1962 | 1968 | 1975 | 1982 |
| ---- | ---- | ---- | ---- | ---- | ---- |
| 438  | 512  | 561  | 693  | -    | -    |

| 1990 | 1999 | 2006  | 2011  | 2013  | - |
| ---- | ---- | ----- | ----- | ----- | - |
| -    | -    | 1 069 | 1 110 | 1 082 | - |

## Lieux et monuments
- Église Saint-Martin.
- Hippodrome Robert-Auvray.